# Staatsmeisterschaft von Roraima (Frauenfußball)
Die Staatsmeisterschaft von Roraima für Frauenfußball (portugiesisch Campeonato Roraimense de Futebol Feminino) ist die seit 2013 von der Federação Roraimense de Futebol (FRF) ausgetragene Vereinsmeisterschaft im Frauenfußball des Bundesstaates Roraima in Brasilien.
Seit 2017 wird über die Staatsmeisterschaft die Qualifikation für die brasilianischen Meisterschaft der Frauen entschieden, zuerst für deren zweite Liga (Série A2) und seit 2021 für die dritte Liga (Série A3). 2019 gewann São Raimundo den Titel zum sechsten Mal.

## Meisterschaftshistorie

### Ehrentafel der Gewinner
| 0 | 9 Titel | São Raimundo EC (Boa Vista)    |
| 0 | 2 Titel | Atlético Rio Negro (Boa Vista) |

### Chronologie der Meister
| Saison | Meister                          | Vizemeister                      | Torschützenkönigin                                                                        |        |
| ------ | -------------------------------- | -------------------------------- | ----------------------------------------------------------------------------------------- | ------ |
| 2013   | São Raimundo EC                  | Atlético Roraima                 | ?                                                                                         | [ 1 ]  |
| 2014   | São Raimundo EC                  | Atlético Roraima                 | ?                                                                                         | [ 2 ]  |
| 2015   | São Raimundo EC                  | Atlético Roraima                 | ?                                                                                         | [ 3 ]  |
| 2016   | Meisterschaft nicht ausgetragen. | Meisterschaft nicht ausgetragen. | Meisterschaft nicht ausgetragen.                                                          |        |
| 2017   | São Raimundo EC                  | Atlético Roraima                 | ?                                                                                         | [ 4 ]  |
| 2018   | São Raimundo EC                  | Atlético Roraima                 | Erika Mayara (Atlético Roraima; 2) Rainy (São Raimundo EC; 2) Eliene (São Raimundo EC; 2) | [ 5 ]  |
| 2019   | São Raimundo EC                  | Atlético Roraima                 | ?                                                                                         | [ 6 ]  |
| 2020   | São Raimundo EC                  | Atlético Roraima                 | ?                                                                                         | [ 7 ]  |
| 2021   | São Raimundo EC                  | GA Sampaio                       | ?                                                                                         | [ 8 ]  |
| 2022   | São Raimundo EC                  | Atlético Rio Negro               | ?                                                                                         | [ 9 ]  |
| 2023   | Atlético Rio Negro               | São Raimundo EC                  | Bia Ayres (Atlético Rio Negro)                                                            | [ 10 ] |
| 2024   | Atlético Rio Negro               | São Raimundo EC                  | ?                                                                                         | [ 11 ] |